# Leocadia Alba
Leocadia Alba (català: Leocadia Alba i Abad)  (València, 22 de gener de 1866 - Madrid, 10 de desembre de 1952) va ser una actriu valenciana.
Fou filla del director Pascual Alba i d'Irene Abad, que van ser els iniciadors d'una extensa família d'actors que inclou la seva germana Irene Alba Abad, els seus nebots Irene Caba Alba, Julia Caba Alba i els seus renebots Irene, Julia i Emilio Gutiérrez Caba.
Va debutar al teatre Martín de Madrid amb l'obra Buenas noches, señor don Simón de Francisco Asenjo Barbieri i després de fer una gira per Amèrica va consagrar-se com a cantant de sarsueles al Teatre Apolo. A partir de 1900 va deixar gradualment la sarsuela i va obtenir gran reconeixement amb obres de Carlos Arniches o Jacinto Benavente, entre d'altres.